# Pseudophasma illustre
Pseudophasma illustre är en insektsart som först beskrevs av Ludwig Redtenbacher 1906.  Pseudophasma illustre ingår i släktet Pseudophasma och familjen Pseudophasmatidae. Inga underarter finns listade i Catalogue of Life.